# ماوروديندريون (كوزاني)
ماوروديندريون (Μαυροδένδριον) هي مدينة في كوزاني في مقاطعة فوريا إلادا في اليونان.